# أسطورة طرزان (مسلسل)
أسطورة طرزان (بالإنجليزية: The Legend of Tarzan) هو مسلسل رسوم متحركة من إنتاج شركة والت ديزني في 2001. يستند إلى شخصية طرزان للمؤلف إدغار رايس بوروس. يستأنف أسطورة طرزان فيلم 1999، مع عنوان جديد حيث يتكيف مع دوره الجديد كقائد للقرود بعد وفاة كيرتشاك، وجين (التي تزوجت به) التي تتكيف مع حياة الغابة. عرض على قناة ديزني الشرق الأوسط في 2001.
تم عرض المسلسل على تلفزيون ج في 8 سبتمبر 2013.

## شخصيات
- طرزان - منذ نهاية الفيلم، تولى طرزان دوره كزعيم للغوريلات. تزوج جين ويعيشون بسعادة في الغابة، ويقيم في بيت الشجرة الخاص بوالديه الذان شيداه قبل وفاتهما.

المؤدي العربي: 

علاء كوكة (نسخة العربية الفصحى) 

علاء قوقة (نسخة العامية المصرية)

- جين بورتر - ابنه أرتشميدس بورتر وزوجة طرزان.

المؤدي العربي: 

لمياء سليمان (نسخة العربية الفصحى) 

لقاء سويدان (نسخة العامية المصرية)

- توكة - توكة غوريلا تعشق الأضواء، وهي «الأخت الكبرى» المثالية لطرزان. وهي مقتنعة تماما أن طرزان لا يمكنه البقاء على قيد الحياة بدونها.

المؤدي العربي: 

جيهان الناصر (نسخة العربية الفصحى) 

عائشة الكيلاني (نسخة العامية المصرية)

- طاطا

المؤدي العربي: 

عبد الله سعد (نسخة العربية الفصحى) 

عبد الله سعد (نسخة العامية المصرية)

- كالا

المؤدي العربي: 

زينب مبارك (نسخة العربية الفصحى) 

عايدة فهمي (نسخة العامية المصرية)

- البروفيسور أرتشميدس بورتر

## الحلقات
ترتيب الحلقات حسب تلفزيون ج.
1. (غير معروف)
2. «سباق ضد الزمن»
3. «الشبل المفقود»
4. «الهاربون»
5. «الفيل الشرير»
6. «تسمم النهر - الجزء الأول»
7. «تسمم النهر - الجزء الثاني»
8. «العميل السري»
9. «منجم الماس»
10. «في الاتحاد قوة»
11. «الينبوع»
12. «العالم الخفي»
13. «الخنافس العملاقة»
14. «مثلك سأكون»
15. «القائد الشرير»
16. «حالة جنون»
17. «التحدي»
18. «اللكمة القاضية»
19. «الغوريلا الفضي»
20. «وحش من الأسفل»
21. «سجن الجزيرة»
22. «الأسير الغاضب»
23. «زيارة مفاجئة»
24. «ريشة النسر»
25. «الوباء»
26. «الحلقة المفقودة»
27. «الإلهام»
28. «تحدي طرزان»

## روابط خارجية
- مقالات تستعمل روابط فنية بلا صلة مع ويكي بيانات